# Мимоза (салат)
«Мимо́за» — праздничный слоёный салат или салат-коктейль, появившийся в СССР в начале 1970-х годов. Получил название из-за внешнего сходства с цветками мимозы (акации серебристой). В европейской кухне известен гарнир или украшение блюда «мимоза» из протёртых яичных желтков, получивший название также по аллюзии с лепестками акации.

## Рецепт
Продукты: рыбные консервы (горбуша, сайра, сардина, тунец и т. п.), репчатый лук, сыр, яйца, майонез, сливочное масло, зелень.
Все компоненты измельчаются. Рыба раздавливается вилкой. На тёрке натираются сыр, сливочное масло (замороженное) и, отдельно друг от друга, белки и желтки варёных яиц. Подготовленные продукты укладываются слоями в следующей последовательности:
| №  | Слой                                          | Приготовление             |
| -- | --------------------------------------------- | ------------------------- |
| 1  | Белки яиц                                     | Натереть на крупной терке |
| 2  | Твердый сыр                                   | Натереть на мелкой терке  |
| 3  | Рыбные консервы (1/2)                         | Размять вилкой            |
| 4  | Майонез (1/2)                                 | Равномерно распределить   |
| 5  | Сливочное масло (предварительно замороженное) | Натереть на мелкой терке  |
| 6  | Репчатый лук                                  | Мелко нарезать            |
| 7  | Рыбные консервы (1/2)                         | Размять вилкой            |
| 8  | Майонез (1/2)                                 | Равномерно распределить   |
| 9  | Желтки яиц                                    | Натереть на мелкой терке  |
| 10 | Зелень                                        | Для украшения             |

Перед подачей на стол салат выдерживают в холодильнике.